# San Jerónimo (Copán)
San Jerónimo es un municipio del departamento de Copán en la República de Honduras.

## Toponimia
Su nombre proviene del Dr. Jerónimo J. Reina (1876-1918), poeta, escritor y militar hondureño.

## Límites
San Jerónimo está situado en la parte central del departamento de Copán y su cabecera está en una llanura de regular extensión y casi en la parte central del municipio. 
| Orientación | Límite                                |
| ----------- | ------------------------------------- |
| Norte       | Municipio de San Antonio, Copán       |
| Sur         | Municipio de Concepción, Copán        |
| Sur         | Municipio de Dolores, Copán           |
| Este        | Municipio de Trinidad de Copán, Copán |
| Oeste       | Municipio de Santa Rita, Copán        |
| Oeste       | Municipio de El Paraíso, Copán        |

## Historia
En 1887 figuraba como Aldea de San Antonio del Descanso; el 28 de enero de 1919 se le da categoría de Municipio.
La elevación a la categoría de Municipio del poblado de San Jerónimo, es el siguiente:

Tegucigalpa, 28 de enero de 1919. 
- Vista la solicitud elevada al Poder Ejecutivo por los Señores Macario García. Jesús Espinoza, Valentín Q. Paredes y Roque López, Alcaldes Auxiliares de las Aldeas de San Jerónimo, La Esperanza, Agua Zarca y El Tránsito, respectivamente, de la jurisdicción Municipal de San Antonio de Copán, Departamento de Copán y J. Antonio Lemus, Rafael V. Contreras, Jesús Hernández y Manuel M. Martínez, y en nombre de los vecinos de dichas Aldeas, contraídas a pedir la creación de un nuevo Municipio compuesto por las Aldeas nominadas y que tendrá por cabecera la de San Jerónimo. Fundan su solicitud en que la cabecera del Municipio de San Antonio a que actualmente pertenecen, queda a larga distancia, es de clima mortífero y tiene muy mala agua, agregando que la Aldea de San Jerónimo posee edificios para cabildo municipal, escuela de varones y escuela de niñas, lo mismo que un terreno ejidal propio para la crianza de ganado y para la agricultura y por último en que las Aldeas que representan tienen un número de dos mil ciento ochenta y cinco habitantes, contando con cuatrocientos ochenta vecinos contribuyentes.
- Visto asimismo, el informe favorable del Señor Gobernador Político de aquel Departamento y considerando: Que en virtud de las causas expresadas por los interesados, es conveniente la creación del nuevo Municipio, para que hayan autoridades más inmediatas y con mayores medios de acción, que se interesen por el mejoramiento material y moral de la comisaría expresada, por tanto: El Presidente Constitucional de La República, de conformidad con los artículos 2., 3., y 7., de la Ley Municipal.
- ACUERDA: 1. Resolver de conformidad la solicitud de que se ha hecho mérito, autorizando, en consecuencia, la creación del nuevo municipio, que estará compuesto de las Aldeas de San Jerónimo, La Esperanza, Agua Zarca y El Tránsito, teniendo la primera de ellas como cabecera. 2. Delegar en la Gobernación Política del Departamento de Copán la facultad de fijar los límites jurisdiccionales del nuevo Municipio y de hacer la división correspondiente de San Antonio, de tierras, agua, servidumbre, créditos, etc. y todo lo relativo a la alteración consiguiente de los términos municipales, debiendo someterse la resolución que se dicte en tal sentido a la ratificación del Poder Ejecutivo. 3. Que el nuevo Municipio se inaugure el 20 de febrero del año próximo entrante. Comuníquese. Bertrand. El Secretario de Estado en el Despacho de Gobernación y Justicia, por Ley. Carlos Laínez E. Anexión de la Aldea de Santa Elena al Municipio de San Jerónimo. Tegucigalpa, 12 abril 1923, acuerda Segregar la Aldea de Santa Elena, termino Municipal de San Antonio de Copán, Departamento de Copán y anexarla al Municipio de San Jerónimo. López G. Decreto No. 20. El Congreso Nacional Decreta Artículo 1. Créase en el Departamento de Copán el Distrito de San Jerónimo, compuesto por los Municipios de San Jerónimo, San Antonio, Florida y El Paraíso, con cabecera en el Pueblo de San Jerónimo, dado en el Salón de Sesiones a los diecinueve días del mes de enero de mil novecientos veintiséis. V. Callejas.‐Presidente G.A. Castañeda. Secretario J.M. Albir. Secretario.

## División Política
Aldeas: 8 (2013)
Caseríos: 29 (2013)
| Código | Aldea                                 |
| ------ | ------------------------------------- |
| 041601 | San Jerónimo (cabecera del municipio) |
| 041602 | Agua Zarca                            |
| 041603 | El Rosario                            |
| 041604 | El Tránsito                           |
| 041605 | El Volcán                             |
| 041606 | La Esperanza                          |
| 041607 | Santa Elena                           |
| 041608 | Tierra Blanca                         |

## Economía
La base del sustento de la población del municipio de San Jerónimo es la agricultura (con la siembra de granos básicos y de café), y la ganadería, entre otras actividades.